# انجمن هنرهای زیبای آمریکا
انجمن هنرهای زیبای آمریکا ساختمانی در خیابان ۵۷ غربی ۲۱۵ در میدتاون منهتن در شهر نیویورک است. این سازه که توسط هنری جانوی هاردنبرگ به سبک رنسانس فرانسوی طراحی شده است، در دسامبر ۱۸۹۲ تکمیل شد و به عنوان مقر اتحادیه دانشجویان هنر نیویورک محسوب می‌شود. این ساختمان توسط انجمن هنرهای زیبای آمریکا (AFAS) ساخته شد که در سال ۱۸۸۹ توسط پنج سازمان از جمله لیگ دانشجویان هنر، انجمن هنرمندان آمریکایی و لیگ معماری نیویورک تشکیل شد.

## موقعیت
لیگ دانشجویان هنر ساختمان نیویورک در خیابان ۵۷ غربی ۲۱۵ در محله میدتاون منهتن شهر نیویورک، درست در جنوب پارک مرکزی، بین خیابان هفتم در شرق و برادوی در غرب قرار دارد. ساختمان از جنوب به خیابان ۵۷ و از شمال به خیابان ۵۸ رو به رو است. این سایت مستطیلی ۱۵٬۰۶۲ فوت مربع (۱٬۳۹۹٫۳ متر مربع) را پوشش می‌دهد با نما یا طول خط ۷۵ فوت (۲۳ متر) در خیابان‌های ۵۷ و ۵۸ و عمق ۲۰۰٫۸۳ فوت (۶۱٫۲۱ متر) بین دو خیابان.

## معماری
ساختمان لیگ دانشجویان هنر توسط هنری جانوی هاردنبرگ به سبک رنسانس فرانسوی طراحی شده است. این سازه برای انجمن هنرهای زیبای آمریکا (AFAS) ساخته شد که متشکل از انجمن هنرمندان آمریکایی، لیگ معماری نیویورک و لیگ دانشجویان هنر نیویورک بود. منابع معاصر این طرح را به عنوان «دوران فرانسیس اول» توصیف می‌کنند. این ساختمان پنج طبقه است، اگرچه نمای خیابان ۵۷ چهار طبقه و نمای خیابان ۵۸ سه طبقه است. یک زمین نورانی بالها را در خیابان ۵۷ و ۵۸ تقسیم می‌کند. بالای این بنا یک سقف سرپایی از کاشی‌های سفالی ساخته شده است.

## تاریخچه

### تأسیس و ساخت

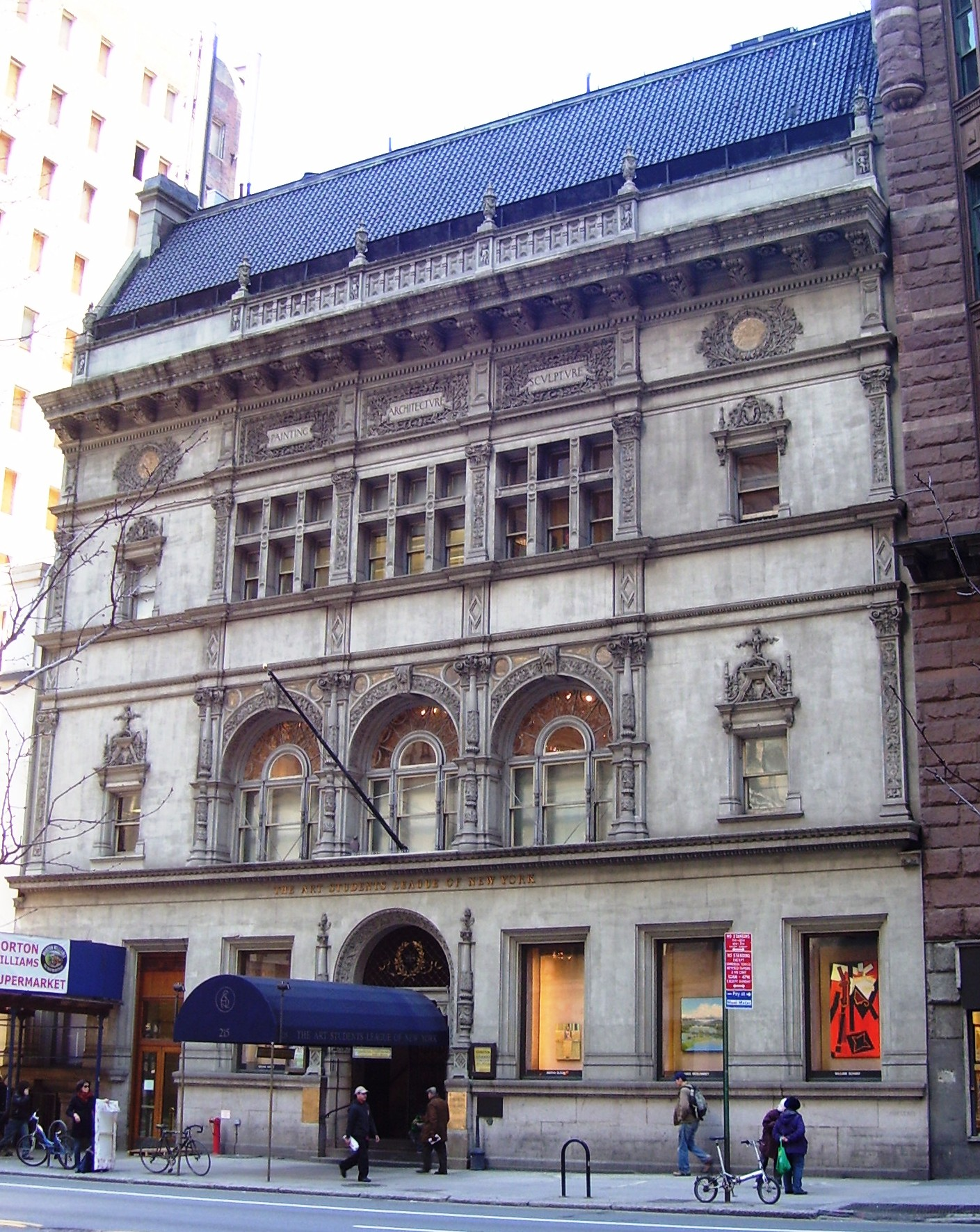
نمای ساختمان در سال ۲۰۱۱

انجمن هنرهای زیبای آمریکا در ژوئن ۱۸۸۹ توسط هاوارد راسل باتلر، لوئیس سی تیفانی، دانیل سی. فرنچ، هنری جی. هاردنبرگ، ادوارد اچ کندال، فردریک کرونینشیلد، چارلز آر. لمب، چارلز بروتون، هوراس برادلی، ادغام شد. بلاشفیلد، فرانسیس جونز، چستر لومیس و جی. هریسون میلز. AFAS به‌طور خاص برای ساختن ساختمانی برای استفاده مشترک انجمن‌های هنری زیر نظر خود تأسیس شده بود، و ایده این ساختمان به‌طور خاص توسط باتلر پیشنهاد شده بود. بودجه ساخت این ساختمان ۲۰۰۰۰۰ دلار (equivalent to $۶٬۷۸۲٬۲۲۲ بود)، از طریق فروش ۵۰۰۰۰ دلار سهام سرمایه و انتشار اوراق قرضه تأمین مالی می‌شود. حدود ۲۰۰۰۰ دلار سهام قرار بود از طریق صندوق کمک هزینه زندگی جمع‌آوری شود، که در آن اهداکنندگانی که بیش از ۱۰۰ دلار (equivalent to $۳٬۳۹۱ کمک کردند) می‌توانند «همراهان زندگی» AFAS شوند. یاران زندگی به همه رویدادهای خصوصی آفاس و رای‌گیری در مورد مسائل مدیریتی دعوت شدند و همچنین پنج بلیط برای هر نمایش در ساختمان دریافت کردند.